# 10 000 meter för herrar i friidrott vid olympiska sommarspelen 2024

Officiell video på loppet.

Herrarnas 10 000 meter vid olympiska sommarspelen 2024 avgjordes den 2 augusti 2024 på Stade de France i Paris, Frankrike. 27 idrottare från 15 nationer deltog i tävlingen. Det var 26:e gången grenen fanns med i ett OS och den har funnits med i varje OS sedan 1912. Till skillnad från andra olympiska grenar hade detta evenemang inga kvalheat eller semifinaler, utan alla kvalificerade idrottare tävlade istället direkt i en final.

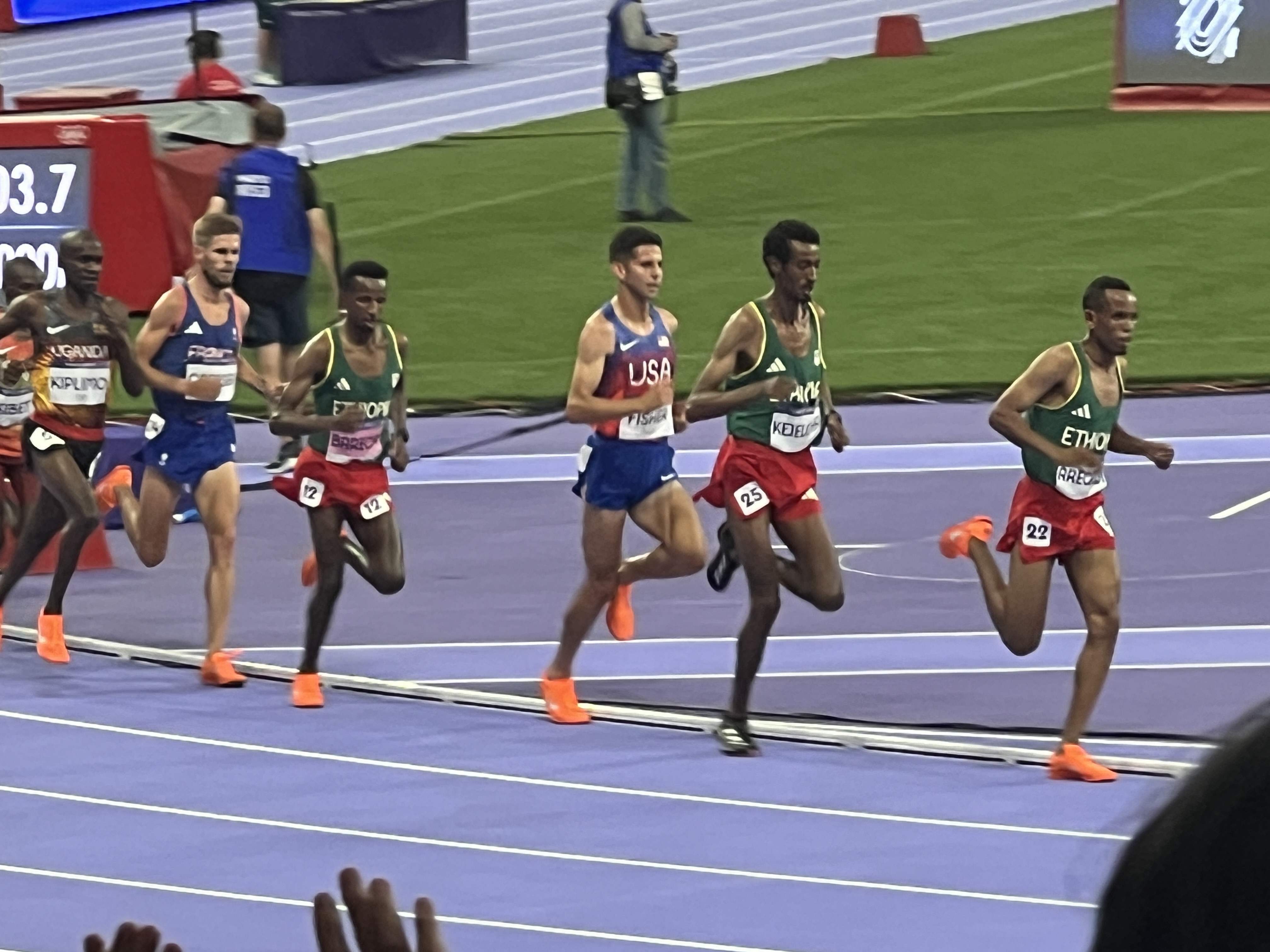
10 000 meterloppet med tre varv kvar.

| Spel                   | Guld                    | Silver                  | Brons            |
| Herrarnas 10 000 meter | Joshua Cheptegei Uganda | Berihu Aregawi Etiopien | Grant Fisher USA |

## Sammanfattning
Under säsongen sprang 20 idrottare under 27 minuter, men alla dessa inträffade i bara tre lopp, två var de olympiska uttagningarna för Etiopien och Kenya och den tredje var tävlingen The TEN, ett kvällslopp med löpare från USA och fyra andra länder som fungerade som de amerikanska uttagningarna till OS i 10 000 meter. Världsrekordhållaren Joshua Cheptegei, och flera andra troliga utmanare hade inte sprungit distansen i någon tävling under säsongen och eftersom de inte hade heller gått genom någon kvalificeringstävling var deras form okänd.
25 löpare startade de 25 varven runt banan. Efter de första varven placerade sig de tre etiopiska löparna, titelförsvararen Selemon Barega, Yomif Kejelcha och Berihu Aregawi, längst fram i den stora klungan. Det var tydligt att de hade för avsikt att kontrollera loppets tempo, byta position och kommunicera tydligt. Grant Fisher (USA), Benard Kibet (KEN) och Mohammed Ahmed (CAN) positionerade sig strax bakom dem för att hålla koll på läget. Under de kommande varven var det väldigt få som föll ut från slutet av den stora klungan. Efter 6 000 meter utökade Kejelcha sin hastighet och öppnade upp en lucka på 5 meter till sina lagkamrater. När Ahmed och Kibet såg förändringen tog de sig skyndsamt förbi de två kvarvarande etiopierna och fyllde luckan. I samma ögonblick råkade Fisher springa i hälen på Aregawi, som trampade på bankanten och nästan föll. Med tre varv kvar tog sig Aregawi fram till Kejelcha i fronten för att sätta upp en etiopisk mur, medan 10 löpare klungades bakom dem. Efter att ha sprungit längst bak i klungan under hela loppet tog sig Cheptegei (UGA) upp till täten. Med 600 meter kvar sprang han runt de två längst fram, utbytte armbågar med Kejelcha och gick upp i ledning. Han hade tagit lärdom av den tidigare mästaren Mo Farah och hade inte för avsikt att släppa ledningen. Han blev jagad av Ahmed i första ledet, följd av Kibet och Fisher. Inför upploppet hade Cheptegei en ledning på 3 meter på Ahmed. Fisher höjde tempot och tog sig först förbi Kibet och passerade sedan Ahmed, till andra platsen bakom Cheptegei. Under tiden började Aregawi, som nu hade fallit tillbaka till sjunde plats, spurta på utsidan av raden av löpare och ta sig förbi alla förutom Cheptegei för att ta silvret från Fisher med två hundradelar av en sekund.
Cheptegeis segertid sänkte det olympiska rekordet med 18 sekunder, men de första 13 platserna slog alla det gamla rekordet eftersom etiopierna höll ett högt tempo från början i stor kontrast till de vanliga, långsamma strategiska loppen i mästerskapsfinaler. Thierry Ndikumwenayo, Adriaan Wildschutt och Jimmy Gressier satte nya nationella rekord för Spanien, Sydafrika respektive Frankrike.

## Kvalificering till OS-grenen
Kvalificeringsperioden för herrarnas 10 000 meter i friidrott var mellan 1 juli 2023 och 30 juni 2024. Antal kvotplatser som angavs som tillgängliga för grenen var 27. Idrottarna kunde kvalificera sig till tävlingen, med högst tre idrottare per nation, genom att springa kvalificeringsstandarden 27:00,00 eller snabbare eller genom sin världsranking i friidrott för denna gren. 27 idrottare kvalificerade sig till tävlingen.

## Schema
Alla tider är CET.
| Datum          | Tid   | Omgång |
| -------------- | ----- | ------ |
| 2 augusti 2024 | 21:20 | Final  |

Källa: 

## Rekord
Innan tävlingens start fanns följande rekord:
| Rekord           | Idrottare              | Tid (s)  | Plats             | Datum           |
| ---------------- | ---------------------- | -------- | ----------------- | --------------- |
| Världsrekord     | Joshua Cheptegei (UGA) | 26:11,00 | Valencia, Spanien | 7 oktober 2020  |
| Olympiskt rekord | Kenenisa Bekele (ETH)  | 27:01,17 | Peking, Kina      | 17 augusti 2008 |

| Område                                   | Tid (s)       | Idrottare                 | Nation         |
| ---------------------------------------- | ------------- | ------------------------- | -------------- |
| Afrika                                   | 26:11,00 0VR0 | Joshua Cheptegei          | Uganda         |
| Asien                                    | 26:38,76      | Ahmad Hassan Abdullah     | Qatar          |
| Europa                                   | 26:46,57      | Mo Farah                  | Storbritannien |
| Nordamerika, Centralamerika och Karibien | 26:33,84      | Grant Fisher              | USA            |
| Oceanien                                 | 27:09,57      | Jack Rayner               | Australien     |
| Sydamerika                               | 27:28,12      | Marílson Gomes dos Santos | Brasilien      |

## Resultat
Noteringarnas förklaring finns längst ner.

### Final
Den här grenen avgjordes i en enda runda.
| Placering | Idrottare                     | Nation            | Tid      | Notering |
| --------- | ----------------------------- | ----------------- | -------- | -------- |
| 1         | Joshua Cheptegei              | Uganda            | 26:43,14 | 0OR0     |
| 2         | Berihu Aregawi                | Etiopien          | 26:43,44 |          |
| 3         | Grant Fisher                  | USA               | 26:43,46 |          |
| 4         | Mohammed Ahmed                | Kanada            | 26:43,79 |          |
| 5         | Benard Kibet                  | Kenya             | 26:43,98 | 0PB0     |
| 6         | Yomif Kejelcha                | Etiopien          | 26:44,02 |          |
| 7         | Selemon Barega                | Etiopien          | 26:44,48 |          |
| 8         | Jacob Kiplimo                 | Uganda            | 26:46,39 |          |
| 9         | Thierry Ndikumwenayo          | Spanien           | 26:49,49 | 0NR0     |
| 10        | Adriaan Wildschutt            | Sydafrika         | 26:50,64 | 0NR0     |
| 11        | Daniel Mateiko                | Kenya             | 26:50,83 |          |
| 12        | Nico Young                    | USA               | 26:58,11 |          |
| 13        | Jimmy Gressier                | Frankrike         | 26:58,67 | 0NR0     |
| 14        | Nicholas Kipkorir             | Kenya             | 27:23,97 |          |
| 15        | Merhawi Mebrahtu              | Eritrea           | 27:24,25 |          |
| 16        | William Kincaid               | USA               | 27:29,40 |          |
| 17        | Birhanu Balew                 | Bahrain           | 27:30,94 |          |
| 18        | Jamal Abdelmaji Eisa Mohammed | Flyktingidrottare | 27:35,92 | 0PB0     |
| 19        | Isaac Kimeli                  | Belgien           | 27:51,52 |          |
| 20        | Jun Kasai                     | Japan             | 27:53,18 |          |
| 21        | Yves Nimubona                 | Rwanda            | 27:54,12 |          |
| 22        | Martin Magengo Kiprotich      | Uganda            | 28:20,72 |          |
| 23        | Abdessamad Oukhelfen          | Spanien           | 28:21,90 |          |
| 24        | Tomoki Ota                    | Japan             | 29:12,48 |          |
| –         | Yann Schrub                   | Frankrike         |          | 0DNF0    |
| –         | Rodrigue Kwizera              | Burundi           |          | 0DNS0    |
| –         | Célestin Ndikumana            | Burundi           |          | 0DNS0    |
| Källa:    | Källa:                        | Källa:            | Vind:    | Vind:    |